# Einwohnerentwicklung von Zittau
Dieser Artikel gibt die Einwohnerentwicklung der Stadt Zittau tabellarisch und graphisch wieder.

## Geschichtliche Entwicklung

Diagramm zur Einwohnerentwicklung von Zittau von 1790 bis 2017

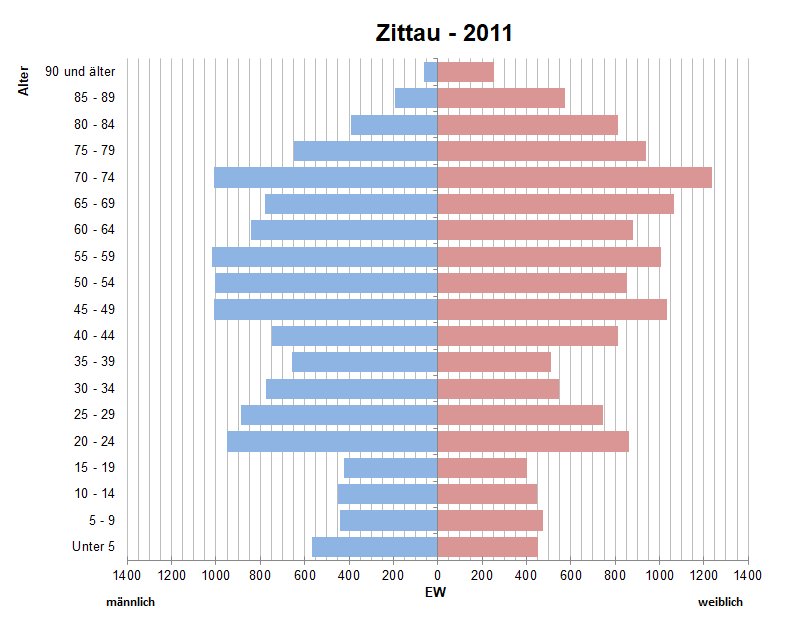
Bevölkerungspyramide für Zittau (Datenquelle: Zensus 2011)

Mit der Industrialisierung stieg die Einwohnerzahl stark an. Dazu trug wie überall in Europa der hier schon 1848 erfolgte Eisenbahnnetzanschluss an die Bahnstrecke Dresden–Görlitz der Sächsisch-Schlesischen Eisenbahngesellschaft bei. Am 1. Dezember 1859 wurde die unter Verwaltung der österreichischen Staatsbahnen stehende Bahnstrecke Liberec–Zittau dann auch als Verbindung nach Süden eröffnet.
Nach dem Ersten Weltkrieg kam es zu einem Rückgang, der ab Mitte der 1940er Jahre durch die Flüchtlinge aus den Ostgebieten kompensiert wurde. Dadurch erreichte die Einwohnerzahl von Zittau 1950 mit etwa 47.000 ihren historischen Höchststand. Seitdem nimmt die Bevölkerung kontinuierlich ab. Dieser Trend setzt sich auch nach der Wende in der DDR wegen der hohen Arbeitslosigkeit und des Geburtenrückgangs fort. Am 31. Dezember 2006 betrug die „ Amtliche Einwohnerzahl“ für Zittau nach Fortschreibung des Statistischen Landesamtes des Freistaates Sachsen 24.984 (nur Hauptwohnsitze und nach Abgleich mit den anderen Landesämtern). Mit einem weiteren Rückgang der Bevölkerung bis 2025 auf nur noch 22.000 Personen wird gerechnet.
Die folgende Übersicht zeigt die Einwohnerzahlen nach dem jeweiligen Gebietsstand. Bis 1820 handelt es sich um Schätzungen, danach um Volkszählungsergebnisse oder amtliche Fortschreibungen der Stadtverwaltung (bis 1944), der Staatlichen Zentralverwaltung für Statistik (1945 bis 1989) und des Statistischen Landesamtes (ab 1990). Die Angaben beziehen sich ab 1871 auf die „Ortsanwesende Bevölkerung“, ab 1925 auf die Wohnbevölkerung und seit 1966 auf die „Bevölkerung am Ort der Hauptwohnung“. Vor 1871 wurde die Einwohnerzahl nach uneinheitlichen Erhebungsverfahren ermittelt.
| Jahr/Datum       | Einwohner |
| ---------------- | --------- |
| 1790             | 7.334     |
| 1820             | 7.372     |
| 1. Dezember 1834 | 9.100     |
| 1. Dezember 1837 | 8.674     |
| 3. Dezember 1849 | 10.056    |
| 3. Dezember 1861 | 13.361    |
| 3. Dezember 1864 | 14.300    |
| 3. Dezember 1867 | 15.600    |
| 1. Dezember 1871 | 17.869    |
| 1. Dezember 1875 | 20.417    |
| 1. Dezember 1880 | 22.473    |
| 1. Dezember 1885 | 23.215    |
| 1. Dezember 1890 | 25.394    |

| Datum            | Einwohner |
| ---------------- | --------- |
| 2. Dezember 1895 | 28.132    |
| 1. Dezember 1900 | 30.921    |
| 1. Dezember 1905 | 34.719    |
| 1. Dezember 1910 | 37.084    |
| 1. Dezember 1916 | 30.795    |
| 5. Dezember 1917 | 30.147    |
| 8. Oktober 1919  | 34.200    |
| 16. Juni 1925    | 38.521    |
| 16. Juni 1933    | 39.719    |
| 17. Mai 1939     | 38.628    |
| 1. Dezember 1945 | 43.968    |
| 29. Oktober 1946 | 45.084    |
| 31. August 1950  | 46.692    |

| Datum             | Einwohner |
| ----------------- | --------- |
| 31. Dezember 1955 | 46.103    |
| 31. Dezember 1960 | 43.241    |
| 31. Dezember 1964 | 42.850    |
| 1. Januar 1971    | 43.321    |
| 31. Dezember 1975 | 42.048    |
| 31. Dezember 1981 | 41.122    |
| 31. Dezember 1985 | 39.731    |
| 31. Dezember 1988 | 38.144    |
| 31. Dezember 1990 | 34.465    |
| 31. Dezember 1995 | 29.584    |
| 31. Dezember 2000 | 27.454    |
| 31. Dezember 2005 | 25.277    |
| 31. Dezember 2006 | 24.984    |

| Datum             | Einwohner |
| ----------------- | --------- |
| 31. Dezember 2010 | 28.212    |
| 31. Dezember 2011 | 27.845    |
| 31. Dezember 2012 | 26.206    |
| 31. Dezember 2013 | 25.950    |
| 31. Dezember 2014 | 25.792    |
| 31. Dezember 2015 | 25.712    |
| 31. Dezember 2016 | 25.723    |
| 31. Dezember 2017 | 25.575    |

## Bevölkerungsprognose

Die drei nebenstehenden Prognosen im Vergleich zu der realen Entwicklung von 1990 bis 2017

Der Wegweiser „Demographischer Wandel“ der Bertelsmann Stiftung liefert Daten zur Entwicklung der Einwohnerzahlen vieler Kommunen in Deutschland:
| Datum (5-Jahresschritte fett) | Einwohner (Stand 2006 oder früher) a | Einwohner (Stand 2006 oder später) b | Einwohner (Stand 2013) c |
| ----------------------------- | ------------------------------------ | ------------------------------------ | ------------------------ |
| 31. Dezember 2003             | 26.096                               | –                                    | –                        |
| 31. Dezember 2005             | 25.186                               | –                                    | –                        |
| 31. Dezember 2006             | –                                    | 29.835                               | –                        |
| 31. Dezember 2010             | 23.389                               | 28.331                               | –                        |
| 31. Dezember 2012             | –                                    | –                                    | 26.210                   |
| 31. Dezember 2015             | 22.172                               | 26.446                               | –                        |
| 31. Dezember 2020             | 21.136                               | 24.820                               | 23.830                   |
| 31. Dezember 2025             | –                                    | 23.359                               | 22.590                   |
| 31. Dezember 2030             | –                                    | –                                    | 21.430                   |

empirica zählt Zittau zu den acht Mittelstädten in Sachsen, die deutlich schrumpfen.

## Belege
1. ↑  Datenbank Zensus 2011, Zittau, Stadt, Alter + Geschlecht (Memento des Originals vom 21. Juni 2013 im Internet Archive)  Info: Der Archivlink wurde automatisch eingesetzt und noch nicht geprüft. Bitte prüfe Original- und Archivlink gemäß Anleitung und entferne dann diesen Hinweis.
2. 1 2  Schätzung
3. 1 2 3 4 5 6 7 8 9 10 11 12 13 14 15 16 17 18 19 20 21 22 23 24 25 26 27  Volkszählungsergebnis, Zensus
4. 1 2 3 4 5 6 7 8 9 10 11 12 13  Statistisches Landesamt Sachsen, für das Jahr 2015 siehe Aktuelle Einwohnerzahlen von Sachsen nach Gemeinden, Hilfe dazu
5. ↑  Pressemitteilung zur empirica-Studie „Schwarmverhalten in Sachsen“ vom 23. Juni 2016
6. ↑  Bertelsmann Stiftung: Wegweiser Kommune – Absolute Bevölkerungsentwicklung 2006-2025 Zittau. wegweiser-kommune.de, ehemals im Original (nicht mehr online verfügbar); abgerufen am 22. August 2011. (Seite nicht mehr abrufbar. Suche in Webarchiven)  Info: Der Link wurde automatisch als defekt markiert. Bitte prüfe den Link gemäß Anleitung und entferne dann diesen Hinweis.
7. ↑  Bertelsmann Stiftung: Zittau - Statistische Daten - Bevölkerungsvorausberechnung, Bevölkerungsstruktur bis 2030. wegweiser-kommune.de, abgerufen am 2. August 2017.